# موراكسيلة بقرية
موراكسيلة بقرية (الاسم العلمي: Moraxella bovis) هي نوع من البكتيريا يتبع جنس الموراكسيلة من الفصيلة الموراكسيلية.